# Lem"ju
Il Lem"ju (in russo  Лемъю?) è un fiume della Russia europea nordorientale, affluente di sinistra della Pečora. Scorre nel Sosnogorsk rajon e nel distretto della città di Vuktyl della Repubblica dei Komi.
Il fiume ha la sua sorgente alla periferia occidentale del villaggio di Malaja Pera (stazione ferroviaria della linea Pečora-Sosnogorsk). Quasi per tutta la sua lunghezza, il fiume scorre verso est lungo una pianura molto paludosa. Il canale è estremamente tortuoso. La foce del fiume si trova lungo la riva sinistra del canale Lemdikost, canale laterale della Pečora che si riunisce al fiume a 1 140 km dalla foce. Il Lem"ju ha una lunghezza di 197 km; l'area del suo bacino è di 4 310 km².